# Canberra Challenger 2
Canberra Challenger 2, właśc. Canberra Tennis International – męski turniej tenisowy rangi ATP Challenger Tour. Rozgrywany na kortach twardych w australijskiej Canberze w latach 2016-2018.

## Mecze finałowe

### Gra pojedyncza
| Rok  | Mistrz          | Finalista    | Wynik         |
| 2018 | Jordan Thompson | Nicola Kuhn  | 6:1, 5:7, 6:4 |
| 2017 | Matthew Ebden   | Taro Daniel  | 7:6(4), 6:4   |
| 2016 | James Duckworth | Marc Polmans | 7:5, 6:3      |

### Gra podwójna
| Rok  | Mistrzowie                   | Finaliści                       | Wynik             |
| 2018 | Evan Hoyt Wu Tung-lin        | Jeremy Beale Thomas Fancutt     | 7:6(5), 5:7, 10–8 |
| 2017 | Alex Bolt Bradley Mousley    | Luke Saville Andrew Whittington | 6:3, 6:2          |
| 2016 | Luke Saville Jordan Thompson | Matt Reid John-Patrick Smith    | 6:2, 6:3          |